# Dorfkirche Unter Brüz

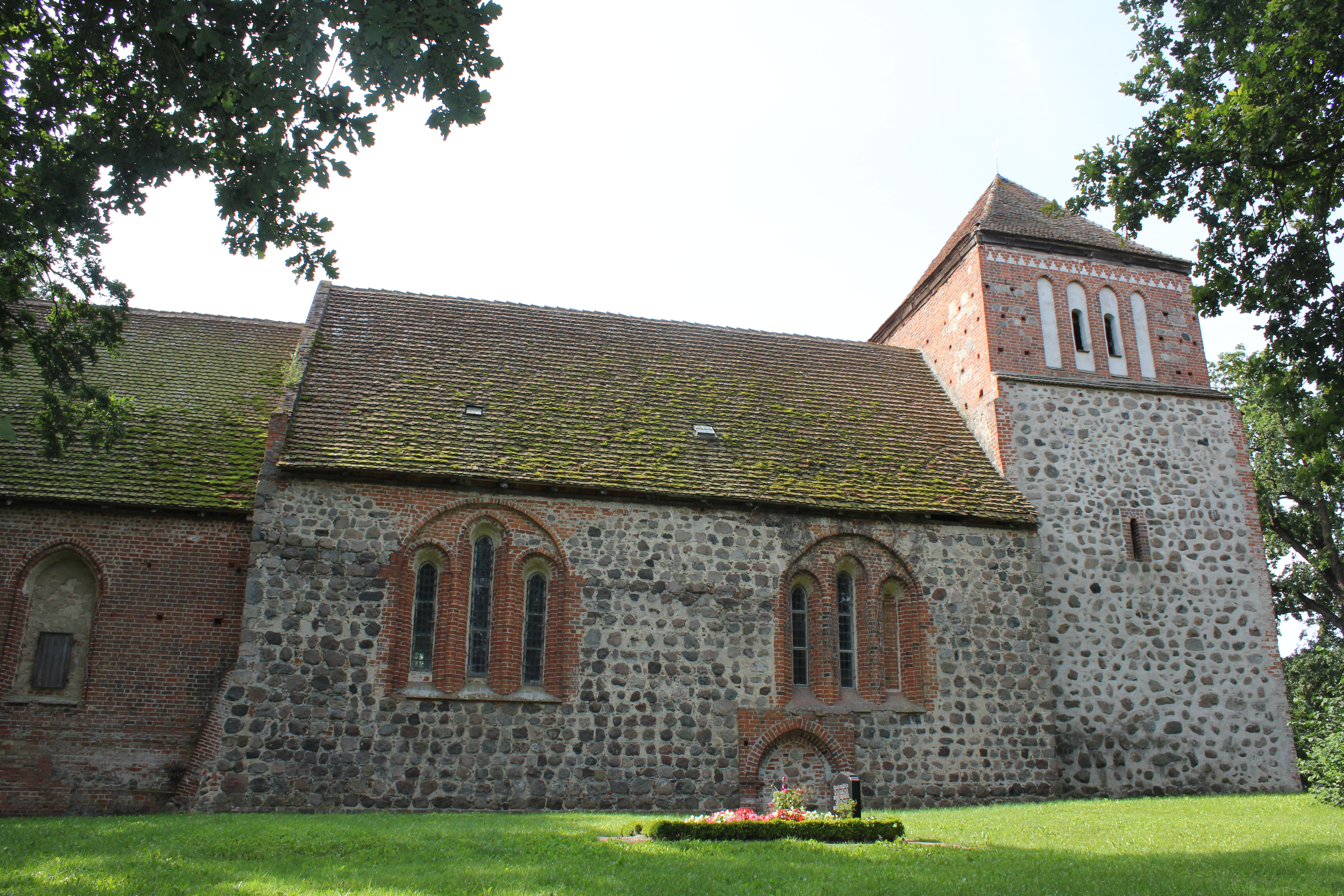
Die Dorfkirche Unter Brüz (2012)

Die evangelisch-lutherische Dorfkirche Unter Brüz (in der Literatur meist als Kirche in/von/zu Brüz behandelt) ist eine frühgotische Feldsteinkirche aus dem 13. Jahrhundert im Ortsteil Unter Brüz der mecklenburgischen Gemeinde Passow.

## Geschichte

### Gutsherren
Wie in der Stiftungsurkunde der Kirche zu Brüz von 1295 erwähnt, gehörten schon damals die Dörfer Brüz, Grambow, Diestelow und Sehlsdorf zum Kirchspiel, wobei Brüz über viele Jahre das größte war. Das ist sicher mit auf den Standort von Kirche und Schule zurückzuführen, andererseits aber auch darin begründet, dass dem hier ansässigen Ritter von Bruseuisz (von Brüsewitz) viele Jahre die Ländereien mit den vier Dörfern gehörten. Nach den Regelungen der Verhältnisse im Jahre 1295 war die Kirche Brüz als ritterschaftliche Gründung, wohl besser eines ritterschaftlichen cultors, anzusehen. Vermutlich wurde sie von der etwas älteren Pfarre Benthen abgetrennt. Das Kirchdorf Brüz entstand in einem nur teilausgebauten Dorf, wie die Direktorialvermessungskarte von 1768 belegt.
Wie lange die Familie hier gesessen hat, ist nicht belegt. Möglicherweise wurde der Besitz im 15. Jahrhundert von den stammverwandten von Weltzien übernommen. Diese waren gleichzeitig als Lokatoren des gleichnamigen Ortes in die Nachbarschaft gekommen. Im Jahr 1486 gingen das Dorf und Gut Brüz mit dem Kirchlehn und mit der halben Mühle zu Diestelow durch Verkauf zunächst an Wedige von Maltzahn auf Grubenhagen über. Der trat es 1491 an die mecklenburgischen Herzöge ab, die es mitsamt dem Kirchenpatronat bis 1711 behielten. Nach der Kaiserbede, einer Reichssteuer, von 1496 lebten zu dieser Zeit in Brüz insgesamt 50 Personen.
Während des Dreißigjährigen Krieges wurde das Dorf 1643 zerstört und die Bewohner vertrieben. Im Visitationsprotokoll von 1649 ist zur Kirche zu lesen: „das gantze … gebeude, weiland 18 Jahre offen gestanden. Das pfarrhauß ist abgebrannt, und wonet der Pastor ietzo in Heinrich Lindenbecks pfarrkaten in Grambow. Die Scheune zu diesem Hause ist auch niedergefallen. Die Küsterey ist auch weg, …“. Pastor Dionysis Schultze wurde 1621 eine Zeit lang seines Amtes entlaubt. Nach ihm folgte Martin Reinke aus Plau, der 1669 als 80-jähriger Greis emeritiert wurde. Durch die Verwüstungen wohnte Reinke ab 1646 in Grambow.
Durch Tauschvertrag kam Brüz 1711 an Major Jürgen Ernst von Petersdorff, der es schon 1712 an den Hauptmann Georg von Linstow auf Diestelow verkaufte. 1744 ging der gesamte Besitz an die von dem Knesebeck aus Mirow über. Nach dem Beichtkinderverzeichnis von 1751 lebten in Brüz wieder 99 Personen. Ab 1781 wechselten öfters die Besitzer. Zunächst besaß es Peter Franz von Normann, dessen Name in einem Balken der Kirche verewigt ist. 1790 waren die Eigentümer von Meerheimb, 1796 von Reden, 1799 Ernst von Engel und 1803 von Flotow. Als weitere Besitzer von Brüz werden die von Schack, von Bassewitz und Hartwig von Preen genannt. Ab 1908 übernahm die Familie Lipke den Besitz. Sie hatte die Wirtschaft bis zu ihrer Enteignung nach Kriegsende 1945 geführt.

### Pastorengeschichten
Von 1769 bis 1810 war Franz Joachim Aepinius der Präpositus. In seinen letzten Amtsjahren hatte er heftigen Streit mit den Tagelöhnern in Sehlstorf, das damals zum Klosteramt Dobbertin gehörte, die die ihm zustehenden Abgaben verweigerten. So hatte jeder Eingepfarrte, der einen eigenen Herd besaß, ihm zu Weihnachten eine Wurst von einer Elle lang ins Pfarrhaus zu bringen. Die Tagelöhner klagten sogar vor dem Klosteramtsgericht in Dobbertin, als der Pfarrer 1810 eine eigenmächtige Gebührenerhöhung vornahm. Eine Kindtaufe kostete statt 32 Schillinge nun 40 Schillinge, die Begräbnisgebühren erhöhte er von 36 auf 40 Schillinge und für jede nicht gelieferte Wurst verlangte er 4 Schillinge. Nach Gerichtsentscheid hatten die Tagelöhner weiter nur die alten Gebühren zu zahlen.
Von 1810 bis 1822 war Friedrich Hückstädt Pastor in Brüz. Er kam auf sonderbare Weise ins Amt: Nach seinem missglückten Examen bat er den Superintendenten um ein Zeugnis über sein nicht bestandenes Examen. Damit erwirkte sein Freund, der Advokat Steinmann in Schwerin, eine Vokation für Hückstädt. Das Dorf Unter Brüz hatte zu dieser Zeit  – außer Kirche und Schule – nur noch vier Häuser. Am 18. Juni 1821 wurde der Ort durch einen Brand fast vollständig vernichtet. Der Pastor und seine Familie verloren alles bis auf „die wenigen Kleidungsstücke, die sie auf dem Leibe trugen.“ Das heutige Pfarrhaus wurde 1824 errichtet. Der Neuaufbau mit dem Gutshof erfolgte weiter südlich als Neu Brüz an der heutigen Chaussee.
Von 1853 bis 1888 war Carl Johann Friedrich Franz Bassewitz 35 Jahre lang Pastor in Brüz, Diestelow, Grambow und dem Klostergut Sehlstorf. Er studierte Theologie in Rostock. „Wegen wiederholten unbefugtem Badens in der Ostsee am Strande des Fischerdorfes Warnemünde, sowie wegen nicht genügenden Kollegienbesuches erhielt er das Consilium abeundi“, wurde also der Universität verwiesen. Er studierte weiter in Berlin und Leipzig. Danach war er Leiter einer Privatschule in Bützow und Wismar sowie Konrektor in Waren. Mit 79 Jahren verließ er 1888 das Pfarramt und zog nach Goldberg. Dort starb er mit 98 Jahren. Er war der älteste Korpsstudent Deutschlands.
Gottfried Holtz war von 1931 bis zu seiner Ausweisung 1934 als Pastor der Dorfkirche tätig.

## Baugeschichte

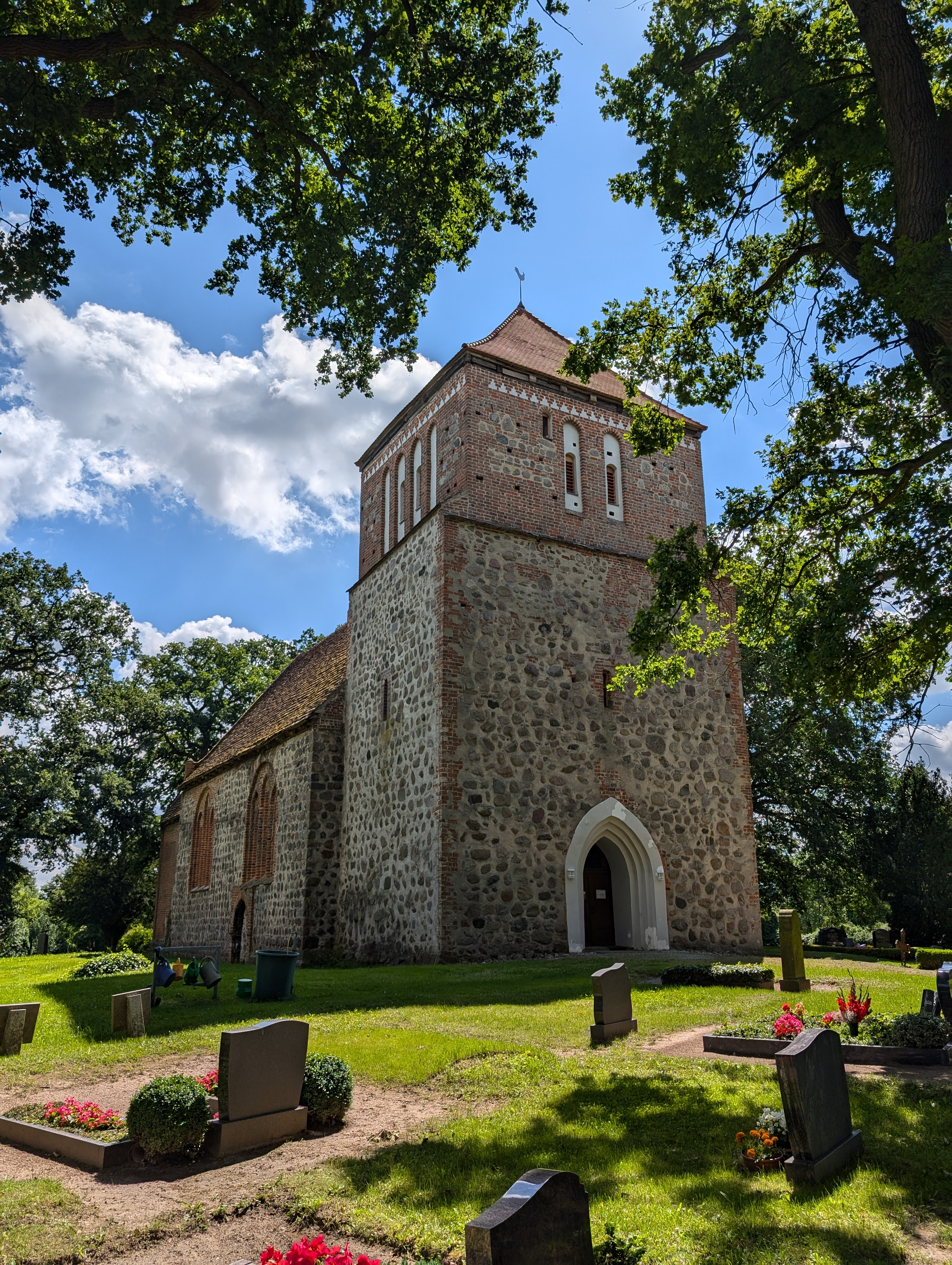
Nordwestansicht (2024)

Nach der am 10. August 1295 in Parchim ausgestellten Stiftungsurkunde verliehen der Bischof Gottfried von Schwerin und Fürst Nicolaus II. von Werle dem Ritter Nicolaus von Bruseuisz (Brüsewitz) im Beisein mehrerer ritterlicher und geistlicher Zeugen den Sprengel und die Hebung der Kirche zu Brüz bei Goldberg und die Besitzungen und Hebungen der Pfarre und Küsterei daselbst. So könnte mit dem Bau der massiven Mauern von Turm und Langhaus schon vor Ausstellung der Stiftungsurkunde begonnen worden sein, denn in der Urkunde werden schon zwei Altäre der Kirche erwähnt. Um 1250 wurde Hermann Westfal als Geistlicher in Brüz genannt; 1295 waren Joannis und Johannis dort Prediger und bis 1350 Arnold und Johann von Schönberg als Pastoren tätig.
In ihrem Äußeren ähnelt die Kirche denen im nahen Benthen (1267) und in Frauenmark (1230), wenn sie auch keine Apsis hat und neben den romanischen Rundbögen hier der frühgotische Spitzbogen angedeutet wird. Es handelt sich bereits um den Übergangsstil.
Im Visitationsprotokoll von 1557 ist zu lesen: „Anno 1555, in der Nacht nach dem 24. August ist die Kirch erbrochen … die guttkiste vor der Gervekammer (Sakristei) und die Kiste darinnen erbrochen, alles gelt, zwey kelche, der eine verguldet … in der Kirche bestohlen“. Es könnte sich bei dieser Sakristei um den 1850 erneuerten Anbau an der Südwand des Chores handeln.
Im Frühjahr 1648 stürzte bei einem Sturm der alte, wesentlich höhere Kirchturm mit dem Spitzhelm auf das Kirchendach und durchbrach die Dachkonstruktion. Dabei wurde das Langhaus mit den Deckengewölben sowie das Gestühl und Inventar zerstört. Im Kirchenvisitationsprotokoll vom 5. Oktober 1649 ist dazu vermerkt: „Der Thurm ist von hohen steinig Mauerwerck, und die große Spitze vor eineinhalb Jahren vom starcken sturmwinde herunter geschlagen, und das holtz zum theil auf das gewelb theils auf den Kirchhof gefallen, welches nunmehr in die Kirche gebracht.“ Weiter wurde berichtet: „… und wiewoll das Chor mit steinen gedeckt ist, so sint dennoch im tach etliche große Löcher und latten wegk …“. Demzufolge war der Chor schon vorher mit Ziegeln eingedeckt, während das Langhaus zuerst ein Rohr- oder Schindeldach hatte und wahrscheinlich in den Jahren von 1650 bis 1665 mit Tonziegeln eingedeckt wurde. Das Gestühl wurde wohl 1665 hergestellt, jedenfalls ist in einer Bank diese Jahreszahl eingeschnitten. Ansonsten wurden offensichtlich keine Renovierungen vorgenommen, denn im Beichtkinderverzeichnis von 1704 erwähnte der Brüzer Pastor Enoch Zander, dass „man mit der Ausbauung der schon vor 56 Jahren zerfallenen Kirche beginnen möge“.
Der Turm in seiner heutigen Form wurde 1770 errichtet. Am 22. November 1794 schreibt der Brüzer Präpositus Franz Joachim Aepinus im Kirchenbuch zu den Hand- und Spanndiensten: „… von den übrigen Einwohnern der vier Dorfschaften ohne Ausnahme der Person besorget, … wie beim Zupflegen der Maurer, nicht nur für die Kirche sehr nützlich, sondern auch 1770 beim Thurmbau, und 1776 beim Dache übers Chor wirklich geschehen ist.“ Dabei wurde wohl auch der Ostgiebel ausgebessert. Über dem Kirchenschiff mussten an der Stelle der beiden 1649 zerstörten Gewölbe lange Eichenbalken eingezogen und eine Flachdecke verlegt werden. Diese Arbeiten konnten 1821 abgeschlossen werden. Vom großen Brand im Dorf im selben Jahr blieb die Kirche verschont.
Pastor Ludwig Johann Carl Fentzahn (geb. 1860) setzte sich beim Geheimen Hofrat Friedrich Schlie in Schwerin dafür ein, dass im November 1900 auch der Ostgiebel der Brüzer Kirche fotografiert und in den Kunst- und Geschichtsdenkmälern des Grossherzogthums Mecklenburg-Schwerin veröffentlicht wurde. Nach Information des Pastors Ernst Wilhelm Max Bardey (1906–1989) vom 7. Mai 1940 an die Denkmalpflege in Schwerin wurde mit Erlaubnis der Patronin Frau Lipke durch den Goldberger Kunstmaler Heinrich Eingrieber im Chorbereich an einer medaillonförmigen Stelle unter der Kalkschicht ein Heiligenbild mit darunter anhängendem Weihekreuz zum Teil freigelegt.
Nach dem Abschluss der Sanierung des einsturzgefährdeten Pfarrhauses konnte Ende 1950 Pfarrer Wilhelm Krell aus Goldberg einziehen und seine seelsorgerische Tätigkeit aufnehmen.
Die letzte größere Renovierung der Kirche erfolgte von 1957 bis 1963 unter dem damaligen letzten ortsansässigen Pastor Wilhelm Krell. Am 3. Mai 1957 informierte er das Institut für Denkmalpflege in Schwerin „… die Brüzer Kirche ist alt und würdig, aber voll renovierungsbedürftig“, bat dabei um finanzielle Unterstützung und um Hilfe bei der Suche „nach einem schönen Altar für unsere Kirche, aber keinen Marienaltar.“
Mit der Dachsanierung und Neueindeckung wurden 1961 auch die Fenster neu verglast. Im Inneren fügte man nach Abbruch der Patronatsloge die beiden hinteren Emporen an die Orgelempore im Langhaus an. Der Altar bekam nach Entwürfen vom Rostocker Maler und Restaurator Lothar Mannewitz eine dem damaligen Empfinden entsprechende Gestalt. Ein neues Christusbild und handgeschmiedete Leuchter zieren ihn. Mit der neuen elektrischen Lichtanlage 1961 wurden auch die als Wandbeleuchtung installierten „Nachttischlampen“ entfernt und das Gebläse der Orgel und des Läutewerkes angeschlossen. Nach Befürwortung durch das Institut für Denkmalpflege für die „Zuteilung des erforderlichen Holzes“ konnte noch 1961 die Holzdecke aufwändig saniert werden. Der gesamte Innenraum erhielt wieder einen weißen Kalktüncheanstrich, im Chor wurden die Eckdienste, Schildbögen und Rippen in hellem Ziegelton gestrichen und das Gestühl erhielt einen hellen, leicht nach grün gebrochenen grauen Farbanstrich. Am 17. November 1963 weihte Landesbischof Niklot Beste die erneuerte Kirche wieder ein.
Ab Sommer 2022 soll mit den notwendigen Sicherungs- und Sanierungsarbeiten an der Dachkonstruktion und dem Mauerwerk des  Turms begonnen werden.

## Äußeres

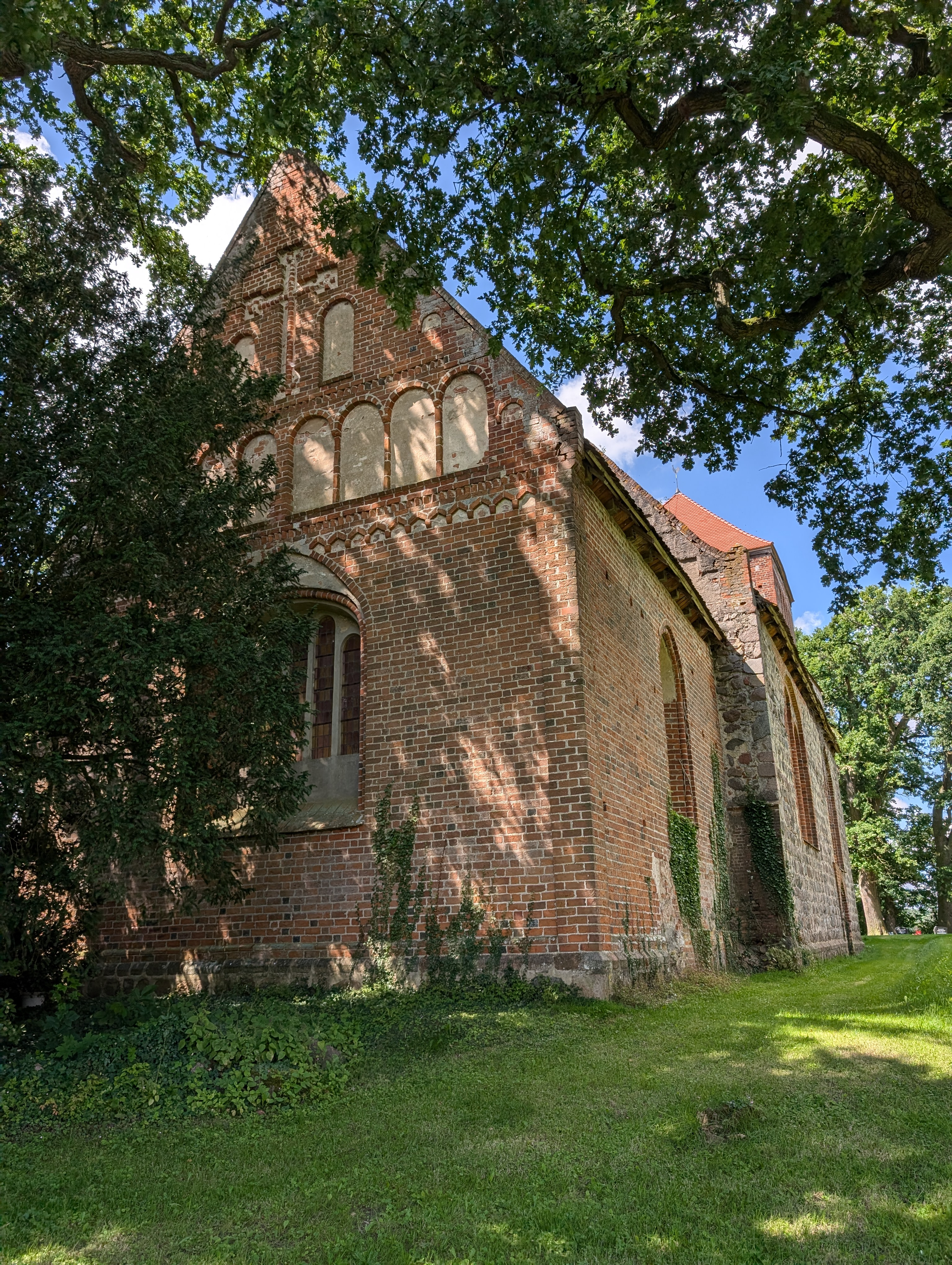
Die Ostseite der Kirche (2024)

Das nur aus Feldsteinen gemauerte einschiffige Langhaus hat zu beiden Seiten zwei gestaffelte romanische Dreifenstergruppen mit Spitzbogenblenden. Diese deuten den Übergangsstil von der späten Romanik zur frühen Gotik an. Ein über alle drei Lichtöffnungen geführter großer Rundbogen könnte als Sinnbild für die Dreieinigkeit verwandt worden sein. Besonders kunstvoll wirken die Pfeiler zwischen den Fenstern, die sowohl außen als auch innen als Halbsäulen eingefügt wurden. So hat das Kirchenschiff zwölf Fenster, symbolisch für die Jünger Jesu. Das am weitesten vom Altar entfernte Fenster an der Nordwand ist zugemauert, es soll wohl an Judas Iskariot erinnern. Auf beiden Seiten befinden sich unter den Fenstern mit Backsteinen vermauerte Stufenportale.
Auf der Südseite des Chors befindet sich ein dreiteiliges Rundbogenfenster. Auf der Nordseite ist es als Blindfenster ausgebildet. Dort hat die Grabkapelle der Familie von dem Knesebeck gestanden, die 1854 wegen Baufälligkeit abgebrochen wurde. Aus dieser Zeit könnte auch der kleine Anbau an der Südseite stammen. Einst soll hier die Gervekammer (Sakristei) gestanden haben, von der noch die Innentür aus acht Zentimeter starken Eichenbohlen mit alten Beschlägen vorhanden ist.
Die Ostseite des Chors fällt mit seiner markanten Giebelgestaltung und dem Rundbogenfenster mit eingelegtem Rundstab in spitzbogiger Blende, die in dem darüber verlaufenden Dreieckfries einschneidet, besonders auf. Durch einen Zahnfries wird der fein gestaltete Giebel in zwei Geschosse gegliedert. Über dem Stromschichtfries befinden sich acht größere angedeutete Fensterrundbögen als Blendarkaden mit abgerundeten Halbsäulen. Hierüber ist ein weiterer Stromschichtfries. Zwischen den oberen Rundbogenblenden befindet sich ein kreuzförmig gemauertes lateinisches Stabkreuz. An den Schrägen befinden sich aufsteigende Rundbögen. Die Giebelgestaltung hat große Ähnlichkeit mit dem der nahen Mestliner Kirche aus dem Jahr 1270 und lässt auf die gleiche Bauhütte schließen.
Der querrechteckige aus Feldsteinen gemauerte Unterbau des Kirchturms mit je einem nach Norden, Westen und Süden gerichteten offenen Mauerschlitz von 25 cm Breite und 1,20 Metern Höhe an der Außenseite, ist wahrscheinlich der älteste Teil des Gebäudes. Solche Wehrtürme findet man auch an anderen Kirchen in Mecklenburg, wie an der Dorfkirche in Wessin. Mit seinen 2,20 Metern dicken Wänden, die Ostwand ist fast drei Meter dick, könnte man hierin die ehemalige Burg des ersten Gründers vermuten. Durch den Anbau des Langhauses ist die eigentliche Kirche entstanden, in der sich die beiden erwähnten Altäre befanden. Ob der Turm wirklich Teil einer Burganlage war, ist allerdings nicht gesichert.
Das Turmmassiv ist oberhalb mit einem Kragendach von etwa einem Meter Breite versehen, auf dem das Glockengeschoss aus Backstein vor 1770 errichtet wurde. Am Wetterhahn des Turmes steht die Jahreszahl 1770. Die Innenwände sind auch hier in Feldsteinmauerwerk ausgeführt worden. An der Nord- und Südwand sind vier Rundbogen-Blindfenster mit zwei verkleinerten Schallöffnungen, an der Westwand nur zwei Rundbögen mit Schallöffnungen, eingelassen. Ein auf dem Kopf stehender, abgetreppter Fries schließt an das mit Biberschwanzdachziegeln eingedeckte flache Zeltdach an.
Das westliche Stufenportal mit vier im neugotischen Stil gestalteten Laibungen wurde von 1897 bis 1880 als Eingangsportal erneuert. Sieben Stufen führen vom Turmraum durch einen weiten Rundbogen hinab in die tiefer gelegene Kirche.

## Inneres

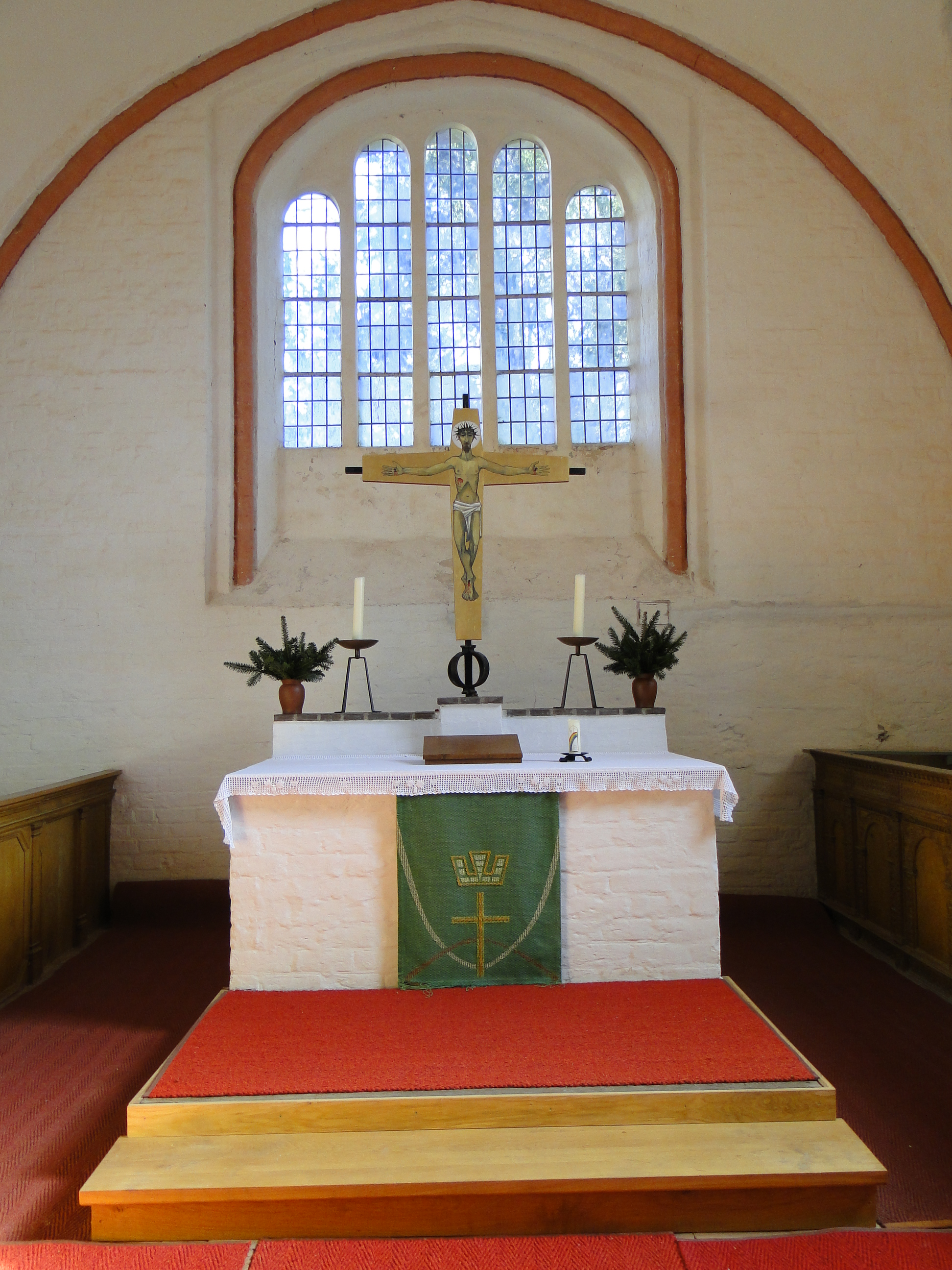
Altar (2013)

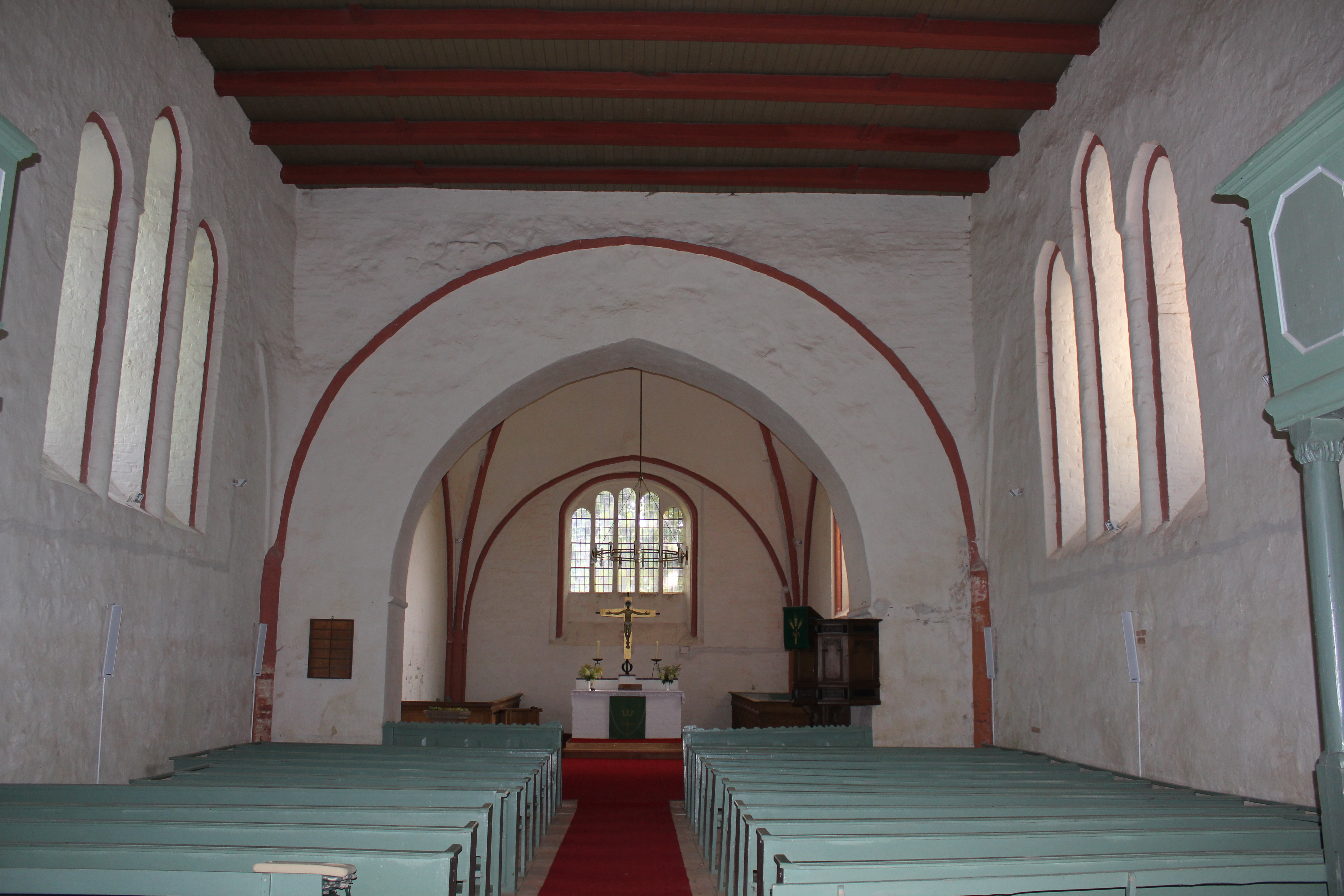
Blick zum Chor (2012)

Im Innern des 23 Meter langen und neun Meter hohen Kirchenschiffs fallen in der Mitte der Seitenwände starke Pfeiler und Ansätze von Gurtbögen auf, die auf die Existenz zweier ehemaliger Gewölbejoche hinweisen, die beim Herabstürzen der Turmspitze beim Sturm von 1648 zerstört worden. Im Visitationsprotokoll von 1649 ist dazu vermerkt:

„… das Tach auf der Kirchen ist von 17. gebind gewesen, und stehen noch 8. gebind davon, die übrigen ligen theils auf dem gewelb über einen haufen, und ist das Tach auf dem noch stehenden Sparwerk, Nordwertz mehrentheils wegk, auf der Südseiten ist es gelattet … und ist zu vermuthen, das das gantze gewelb und gebeude weiland 18. Jahr offen gestanden, einfallen und Zugrunde gehen muss, …“

Das Kirchenschiff schließt jetzt oberhalb mit einer flachen Holzbalkendecke ab. Ein spitzbogiger Triumphbogen trennt das Langhaus als Gemeinderaum vom fast quadratischen, domikalgewölbten Chor und ein die ganze Breite der Wölbung überspannender Holzbalken trägt die Inschrift: „Ano Frau von Normann Patronin Herr F J Aepinus Pastor 1776.“

### Ausstattung
Alle mittelalterlichen Kunstwerke der einst reich ausgestatteten Kirche sind bis auf die 1441 von Rickert de Monkehagen gegossene Glocke verschollen.

#### Glocken

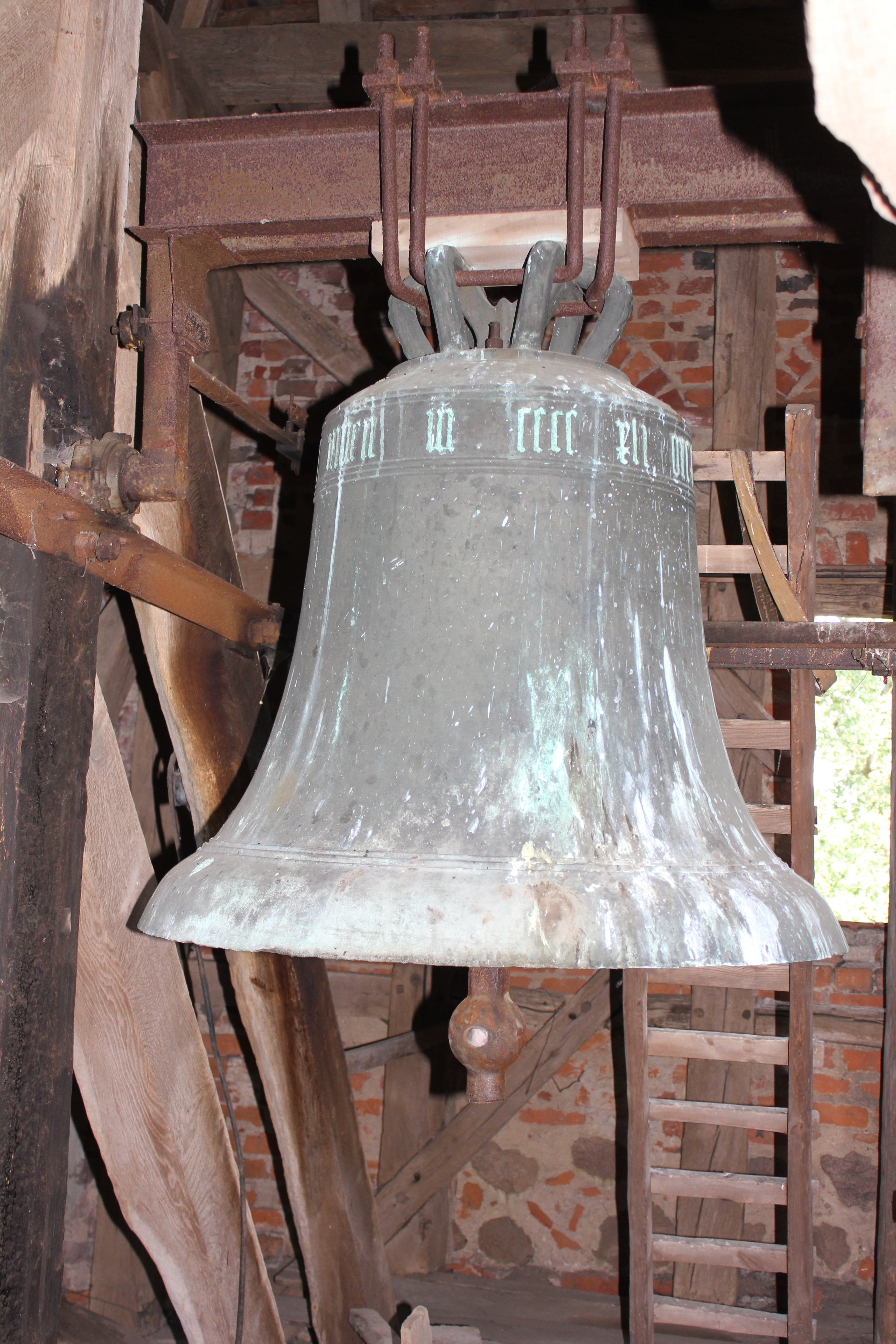
Glocke (2012)

Bis heute steht im oberen Turm der stabile, eichene Glockenstuhl für drei Glocken. Im oberen Balken befindet sich eine Inschrift mit der Jahreszahl 1770. Jetzt hängt im Glockenstuhl nur noch eine Bronzeglocke, die mittlere mit einem Durchmesser von 1,093 Metern und einem Gewicht von 900 Kilogramm aus dem Jahre 1441. Sie trägt am oberen Rand die Inschrift in großen gotischen Minuskeln: o rex glorie criste veni cum pace amen mccccxli [,] c (O, ruhmreicher König Christus, komme mit Frieden, Amen 1441). An der Seite befindet sich das nebenstehende Gießerzeichen von Rickert de Monkehagen zwischen zwei Kreuzen. Ob 1441 außer der mittleren auch die beiden anderen, heute nicht mehr existierenden Glocken angeschafft wurden, lässt sich mit Bestimmtheit nicht sagen, es soll aber um diese Zeit gewesen sein. Die Klangentfaltung der Glocke ist durch Läuten am verkröpften Joch völlig entstellt.
Die kleinere Glocke ist im Dreißigjährigen Krieg von durchziehenden Soldaten mitgenommen worden. Im Visitationsprotokoll ist zu lesen: „An Kirchenornat nichts, sondern ist alles weg geraubt. Im thurm sint noch 2 glocken vorhanden, die kleinste ist im Kriege worden gestohlen, wie auch der knüpel aus der mittelsten glocken weg geraubet.“
Da somit der bisher gewohnte Dreiklang nicht mehr ertönen konnte, wurde die große Glocke von 1,24 Metern Durchmesser durch Vites Siebenbaum in Schwerin umgegossen. Sie lässt sich nicht über das Jahr 1689 hinaus zurückverfolgen. Ihre Inschrift unter der Krone lautete dann: LOBET DEN HERRN IN SEINEM HELIGTHUM LOBET IHN IN DER VESTE SEINER MACHT 1689. Auf der einen Seite befinden sich die Initialen des Herzogs GUSTAV ADOLF V.G.G.G.A.H.Z.M. auf der anderen Seite das von Grabow'sche Wappen mit der Inschrift: HANS v. GRABOV HAVBMAN (Hauptmann des Amtes Goldberg) und ENOCH ZANDER 20 JÄHRIGER PREDIGER ZV BRÜTZ ANNO MDCLXXXIX DEN XXX MAI sowie die Namen des Küsters und der Vorsteher SCHVT; BABZIEN; DVNCKER:, unten am Rande noch: M VITES SIEBENBAV(U)M GOSS MICH IN SCHWERIN:
Im Ersten Weltkrieg sollte die Glocke für Kriegszwecke eingeschmolzen werden, doch das Ende des Krieges verhinderte dies. So konnte sie noch ein Vierteljahrhundert erschallen, bis sie 1942 durch die Reichsstelle für Metalle der Kreishandwerkerschaft Parchim mit der Einstufungsnummer 4/26/1 A abgenommen und am 13. April 1943 mit Empfangsbescheinigung für Kriegszwecke abgeholt wurde. Im Turm befindet sich nur noch der Klöppel.

#### Orgel

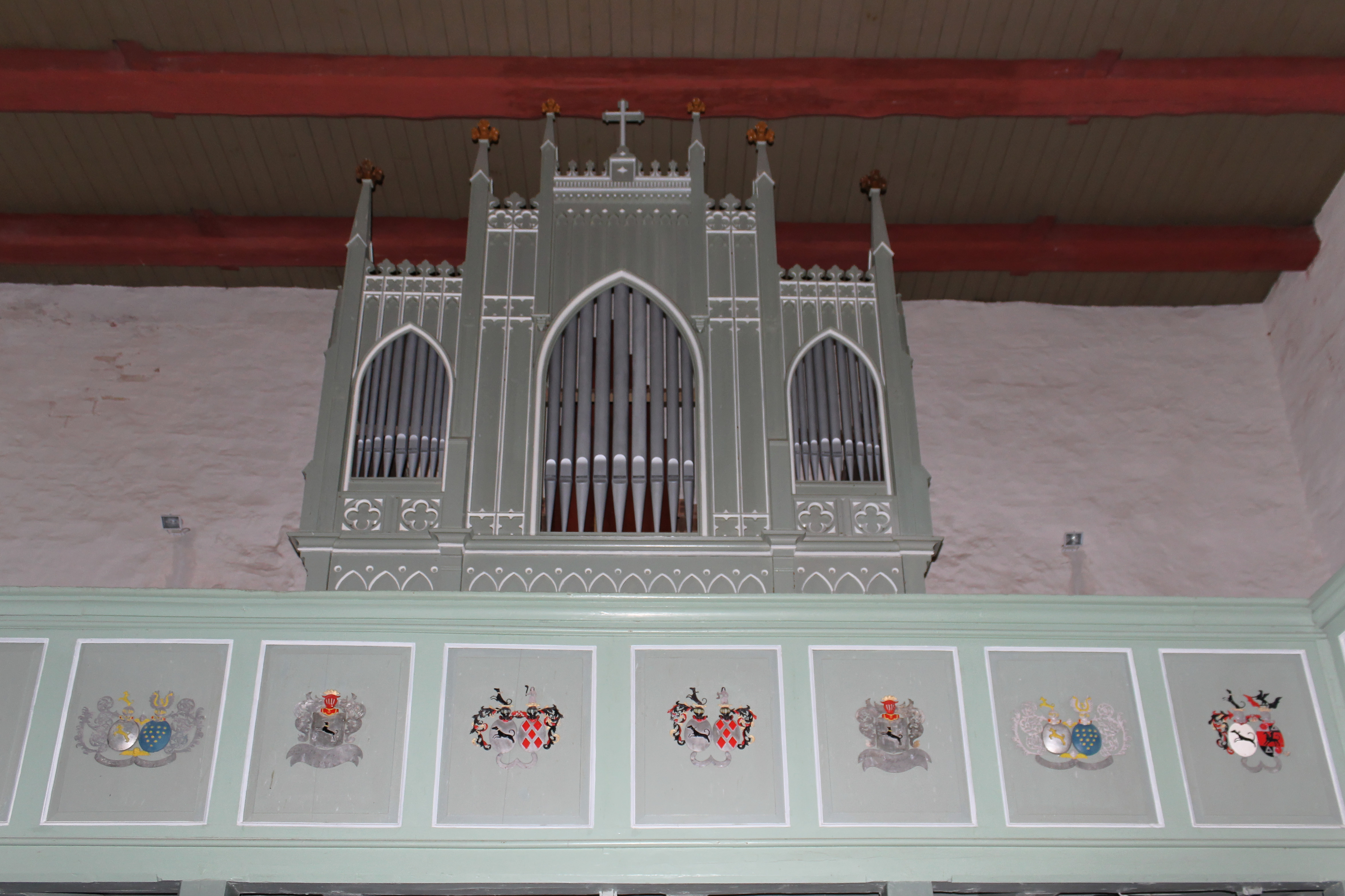
Orgel (2012)

Die erste Orgel erhielt die Kirche 1825 von der Schlosskirche Neustrelitz. Sie soll wie ein Kleiderschrank ausgesehen haben und war wohl auch nicht viel wert, so dass 1871 die neue für 540 Taler angeschafft wurde.
Die Orgel (I/P/5+1) ist ein Werk des Orgelbauers Friedrich Friese III. Sie umfasst hinter einem neugotischen Prospekt fünf Register auf einem Manual und Pedal und wurde 2011 durch Gottfried Schmidt (Rostock) restauriert.
| Manual C–c3, mechanische Schleiflade |     |      |
| Bordun                               | 16′ | Holz |
| Prinzipal                            | 8′  |      |
| Lieblich Gedact                      | 8′  | Holz |
| Viola di Gamba (ab c1)               | 8’  |      |
| Octave                               | 4′  |      |

| Pedal C–c1, fest angehängt            |     |  |
| Subbass (Transmission aus Bordun 16′) | 16′ |  |

#### Kanzel
Der Kirche stiftete 1676 H. Schnepel eine neue mit Schnitzwerk versehene Renaissance-Kanzel. Die Inschrift lautet: „GOTT DEM HERRN Zu EHREN DER KIRCHEN ZIER MEHREN …“. Das kunstvolle Herrschaftsgestühl dürfte dagegen älter sein, es wird 1649 in dem Visitationsprotokoll folgendermaßen beschrieben: „sonsten findet sich noch ein alt Altar, ein predigstuell (Kanzel), und noch ein anderer erhabener Stuell im Chor“.

#### Altar
Der neugotische Altar wurde während der letzten Renovierung 1960 entfernt und der Chor neu gestaltet. Auf dem heutigen gemauerten Altartisch steht auf einer Eichenplatte ein Holzkreuz, auf dem die Figur des gekreuzigten Heilands durch den Rostocker Maler und Restaurator Lothar Mannewitz gemalt wurde.
Neben der Renaissancekanzel an der Südseite des Chors befindet sich eine aus acht Zentimeter starken Eichenbohlen bestehende fünfeckige Priestertür. Mit ihren Beschlägen lässt sie sich auf das Jahr 1295 datieren.

#### Grabplatten
Im Fußboden des Mittelganges im Langhaus ist die Grabplatte des Königlich Preußischen Kapitäns C. F. W. von Passow, Erbherr auf Grambow und Weltzien (1727–1800), eingelassen. Eine zweite vor dem Altar ist C. C. von Passow, Erbherr auf Radepohl, Weisin, Grambow und Weltzien (1709–1783), gewidmet. Seit 1738 gehörte Grambow dieser Familie.

#### Wappen
Die 17 Wappenschilder mit den Allianzwappen aus Zinn an der Brüstung der Orgelempore gehören größtenteils zur Familie derer von Passow. Die letzte Wappentafel gehörte den von Brandenstein, die die letzten Besitzer von Grambow bis 1945 waren.

## Besonderheiten
Hugo Christoph von Passow legte 1770 fest, dass die Familienbibel immer von dem mit Eintragungen weitergeführt werden sollte, der das Gut bekömpt. Die letzte Besitzerin war Elisabeth Auguste Friederike Julie Freifrau von Brandenstein (1873–1959), geb. von Passow, die 1959 in Malente verstarb. Ihr Mann Otto Freiherr von Brandenstein (1865–1945) wurde zusammen mit der Gutssekretärin durch Soldaten der Roten Armee am 8. Mai 1945 erschossen. Seine Frau wurde enteignet und musste Mecklenburg mit beiden Töchtern verlassen. Die Bibel verblieb im Goldberger Pfarrhaus. Nach der Wende wurde das wertvolle Erbstück 1990 der Enkelin Gisela von Dallwitz in Hamburg zurückgegeben. Die Grabstätte des letzten Gutsbesitzers von Grambow Otto Freiherr von Brandenstein befindet sich auf dem Friedhof in Brüz.
Die von Passow aus dem Hause Grambow traten noch einmal in den Blickpunkt der Öffentlichkeit, als Claus von Amsberg Prinz der Niederlande wurde. Seine Großmutter Marie Friederike von Passow wurde 1831 in Grambow geboren. Die Grabstätte des kurz nach seiner Geburt im Dezember 1862 gestorbene Hans Friedrich Ernst Gottlieb von Amsberg befindet sich auch auf dem Kirchhof zu Brüz.
Auf dem Kirchhof befinden sich noch zahlreiche Grabstellen derer von Passow auf Grambow.

## Heutige Kirchengemeinde
Die Brüzer Kirchengemeinde war seit dem 1. August 1978 mit Groß Poserin und Woosten verbunden und zur ruhenden Pfarrstelle erklärt worden. Am 1. September 2003 wurden die Kirchengemeinden Unter Brüz und Woosten vereinigt und mit Kuppentin verbunden. Die Kirchengemeinde Woosten-Kuppentin mit ihren insgesamt fünf Dorfkirchen gehört zur Propstei Parchim im Kirchenkreis Mecklenburg der Nordkirche.

## Friedhof
Auf dem Friedhof wurde Otto Freiherr von Brandenstein beerdigt, welcher am 8. Mai 1945 von sowjetischen Soldaten mit seiner Sekretärin auf seinem Gut in Grambow erschossen wurde.

## Pastoren
Namen und Jahreszahlen bezeichnen die nachweisbare Erwähnung als Pastor.
- erwähnt 1250 Hermann Westfahl
- erwähnt 1295 Joannis und Johannis
- erwähnt 1350 Arnold und Johann von Schönberg
- erwähnt 1400 Johann Katzow
- 1537–1557 Jochim Wolf
- 1574–1577 Peter van der Wart, vorher in Groß Upahl, 1585 nach Woosten befördert.
- 1577–1585 Johann Seehusen
- 1585–1620 Dionysius Schultze, war auf nicht hinlänglich begründeter Anklage eine Zeitlang seines Amtes „entlaubt“.
- 1621–1669 Martin Reineken (Martinus Reineccius) aus Plau, emeritiert als 80-jähriger Anfang 1669.
- 1669–1703 Enoch Zander sen., der Sohn des Dobbertiner Pastors Petrus Zander, hat Reineken Tochter Margaretha geheiratet.[19]
- 1703–1741 Enoch Zander filius, 1729–1741 Präpositus, Superintendent in Güstrow.[20]
- 1741–1749 Wilhelm Joachim Christian Studemund aus Lübz.
- 1750–1769 Johann Christoph Lange aus Goldberg.
- 1769–1810 Franz Joachim Aepinus, 1792–1817 Präpositus.
- 1810–1822 (Christoph Joachim) Friedrich (Theodor) Hückstädt aus Suckwiz.
- 1824–1852 Friedrich Wilhelm Rösecke aus Stolzenburg in Pommern.
- 1853–1888 Carl Johann Friedrich Franz Bassewitz aus Neuhof bei Warin, vorher Privatschulleiter in Bützow und Wismar, 1856 Vertretung in Dobbertin (starb mit 98 Jahren).[21]
- 1888–1907 Friedrich Ludwig Johann Carl Fentzahn, vorher Rektor in Grabow, danach Pastor in Teterow.[22]
- 1907–1928 Hermann Wilhelm Schilbe aus Neuenkirchen, danach Woosten.[23]
- 1931–1934 Gottfried Holtz
- 1934–1937 Vakanz
- 1937–1939 Friedrich Wilhelm von Seydlitz
- 1939–1950 Ernst Wilhelm Max Bardey, (von Dezember 1939 bis März 1948, Wehrmacht, Krieg, russische Gefangenschaft), Vertretung durch Propst Curt Buchholz aus Goldberg.
- 1950–1978 Wilhelm Krell, auch Vertretung in Kuppentin.
- 1979–1997 Egon Wulf
- 1998 aktuell Christian Banek

### Gedruckte Quellen
- Mecklenburgisches Urkundenbuch (MUB)
- Mecklenburgische Jahrbücher (MJB)

### Ungedruckte Quellen
Landeshauptarchiv Schwerin (LHAS)
- LHAS 2.12-3/5 Kirchenvisitationen
- LHAS 3.2-3/1 Kloster Dobbertin
- LHAS 3.2-4 Ritterschaftliche Brandversicherung
- LHAS 5.12-3/1 Mecklenburg-Schwerinsche Ministerium des Innern
- LHAS 5.12-4/2 Mecklenburgisches Ministerium für Landwirtschaft, Domänen und Forsten
- LHAS 5.12-7/1 Mecklenburg-Schwerinsche Ministerium für Unterricht, Kunst, geistliche und Medizinalangelegenheiten

Landeskirchliches Archiv Schwerin (LKAS)
- LKAS, OKR Schwerin, Kirchenbücher Brüz
- LKAS, OKR Schwerin, Specialia Abt. 1. und 2.
- LKAS, OKR Schwerin, Personalia und Examina.

Landesamt für Kultur und Denkmalpflege Mecklenburg-Vorpommern. (LAKD)
- Abteilung Denkmalpflege, Archiv, Akte Brüz 1900–1963.